# Mohamed Zidan
Mohamed Zidan (en árabe: محمد عبدالله زيدان) (Puerto Saíd, Egipto, 11 de diciembre de 1981) es un exfutbolista de nacionalidad egipcia. Jugaba de delantero y fue profesional entre 1999 y 2015.

## Trayectoria
Nació en Egipto, el 11 de diciembre de 1981. Desde temprana edad comenzó a distinguirse como un gran delantero. Se inició jugando en el club Copenhague, luego pasaría al Midtjylland de Dinamarca donde se convirtió en el máximo goleador de dicha temporada. En el 2004 fue fichado por el Werder Bremen de Alemania, pero lamentablemente el Bremen nunca apostó por él. 
Posteriormente ficharía por el 1. FSV Mainz 05 de Alemania, marcando 9 goles en 26 partidos. Más tarde volvería al Werder Bremen para abondonar el club nuevamente y fichar otra vez por el 1. FSV Mainz 05.
Luego de una temporada en el Mainz, Zidan ficharía por el Hamburgo alemán toda la temporada 2007-2008, marcando 2 goles en 21 partidos.
Finalmente, en el 2008, Mohamed Zidan abandonó la disciplina del Hamburgo. Su destino fue el Borussia Dortmund.
En la temporada 2013-2014 ya que no tiene equipo le pidió al Borussia Dortmund que lo dejaran entrenar

## Selección nacional
Además participó en la Copa de África 2008, donde Egipto llegó a la final y logró el título tras vencer por 1-0 a Camerún. Zidan fue considerado como uno de los mejores jugadores del torneo.
Competiciones en las que ha participado:
- Copa de África 2008
- Eliminatorias para la Copa Mundial de Fútbol de 2006
- Eliminatorias para la Copa Mundial de Fútbol de 2010
- Copa Confederaciones 2009

## Clubes
| Club                 | País                   | Año       |
| -------------------- | ---------------------- | --------- |
| Akademisk Boldklub   | Dinamarca              | 1999-2003 |
| FC Midtjylland       | Dinamarca              | 2003-2005 |
| Werder Bremen        | Alemania               | 2005-2007 |
| Mainz 05             | Alemania               | 2006-2007 |
| Hamburgo             | Alemania               | 2007-2008 |
| Borussia Dortmund    | Alemania               | 2008-2012 |
| Mainz 05             | Alemania               | 2012      |
| Baniyas SC           | Emiratos Árabes Unidos | 2012-2013 |
| El Entag El Harby SC | Egipto                 | 2015      |

## Palmarés

### Campeonatos nacionales
| Título                 | Club              | País     | Año          |
| ---------------------- | ----------------- | -------- | ------------ |
| Bundesliga de Alemania | Borussia Dortmund | Alemania | 2010/11      |
| Bundesliga de Alemania | Borussia Dortmund | Alemania | 2011/12      |
| Copa de Alemania       | Borussia Dortmund | Alemania | Copa 2011/12 |

## Distinciones individuales
- Futbolista Africano del Año - 2010
- Internacional con la Selección Egipcia Absoluta
- Balón de Oro Africano - 2011
- Bota de Oro Africana - 2011